# وارد كننغهام
وارد كننغهام (بالإنجليزية: Ward Cunningham)‏ ولد في (26 مايو 1949) وهو مبرمج أمريكي، قام بتطوير النسخة الأولى من الويكي، في عام 1994. وقام بتثبيته على الموقع الإلكتروني للاستشارات البرمجية التي بدأها مع زوجته كارين. قام بتأليف كتاب عن الويكي، بعنوان The Wiki Way، واخترع أيضًا إطارًا للاختبارات المتكاملة. وكان متحدثًا رئيسيًا في المؤتمرات الثلاث الأولى من سلسلة مؤتمرات الندوة الدولية حول التعاون المفتوح حول أبحاث وممارسات الويكي، فضلاً عن أنه كان متحدثًا رئيسيًا في قمة مطورو ويكيميديا 2017.